# 全球飢餓指數

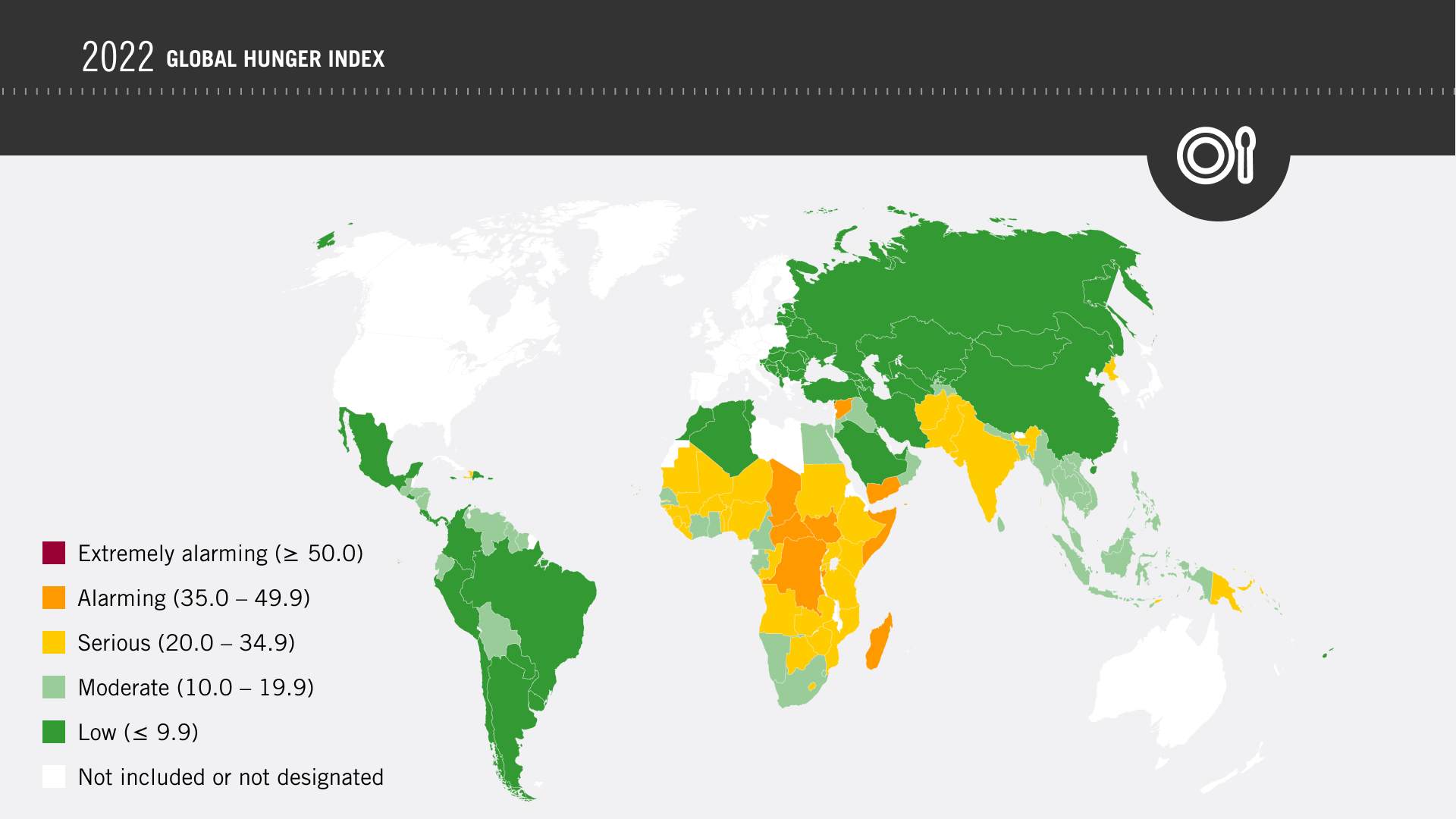
2022年全球飢餓指數地圖，依嚴重程度划分。

全球飢餓指數（GHI）是一個多層面的統計工具，用於描述國家的飢餓狀況。可利用GHI評估全球對抗飢餓方面的進步和失敗。GHI每年更新一次。
該指數由國際糧食政策研究所（IFPRI）採納和進一步發展，並於2006年首次在德國非營利組織（NGO）救济世界饥饿组织（Welthungerhilfe）發表。2007年以來，愛爾蘭非政府組織關注世界作為共同發行人加入團體。
在2009年，GHI對121個發展中國家和轉型期國家進行了計算，其中84位進入排名。GHI的報告每年聚焦於一個主要的主題：在2009年，該指數衡量飢餓與性別平等之間的聯繫。此外，還對飢餓狀況對金融危機的影響進行了分析。在年度GHI之外，印度國家飢餓指數（ISHI）於2008年發表，以及衣索比亞次國家飢餓指數於2009年發表。
2022年的全球飢餓指數顯示了在全球範圍正面對著嚴重的飢餓狀況，消除飢餓的進展幾近停滯。 飢餓的主要驅動因素是衝突、氣候危機和COVID-19大流行的經濟後果。 這些驅動因素高於貧困、不平等、治理不當等潛在因素。 面對重疊的全球危機，預計情況將繼續惡化，如果不進行根本性變革，至2030年實現零飢餓的目標將無法實現。

## 指数的计算方式
指数以百分制来衡量一个国家，其中0为最佳（“不存在饥饿”）100为最差（亦即分數越高，該國的食物狀況越差，儘管這兩個極端都不是在實踐中取得）。分數低於9.9表示「低飢餓」，分數在10至19.9之間表示「適度飢餓」，20至34.9之間表示「嚴重饥饿」，35至49.9之間表示「驚人」，而50以上表示「非常令人擔憂的」飢餓問題。
| Level          | Value     |
| -------------- | --------- |
| 低             | 9.9       |
| 適度           | 10.0-19.9 |
| 嚴重           | 20.0-34.9 |
| 驚人           | 35.0-49.9 |
| 非常令人擔憂的 | ≥ 50.0    |

GHI包括4個同等分量的加權指標：
1. 營養不良者占人口的百分比；
2. 五歲以下體重不足兒童的發生率；
3. 五歲以下兒童的死亡率。[5]
4. 低於同齡身高的五歲以下兒童比例

2009年GHI使用的數據為2002至2007年期間，也就是最近獲得的GHI三個組成部分的全球數據。這些數據當中，營養不良的比例來自聯合國糧食及農業組織，期間為2003年至2005年的数据。5歲以下兒童體重不足的數據是根據由世界衛生組織（WHO）、聯合國兒童基金會（UNICEF）和人口統計與健康調查（MEASURE DHS）根據收集到的在2002-07年期間最新資料和數據，而兒童死亡率是2007年兒童基金會的數據。2009年GHI和以新算法重新計算的1990年GHI，不能直接與舊算法的GHI值相比較。

## 排名
|      |            | 全球飢餓指數 | 全球飢餓指數 | 全球飢餓指數 |
| 排名 | 國家       | 1992         | 2000         | 2016         |
| ---- | ---------- | ------------ | ------------ | ------------ |
| 118  | 中非       | 52.2         | 48.0         | 46.1         |
| 117  |            | 62.5         | 51.9         | 44.3         |
| 116  | 尚比亞     | 47.1         | 50.4         | 39           |
| 115  | 海地       | 51.6         | 42.8         | 36.9         |
| 114  | 马达加斯加 | 44.6         | 44.2         | 35.4         |
| 113  | 葉門       | 43.8         | 43.2         | 35           |
| 112  |            | 57.8         | 53.9         | 35           |

| 排名 | 國家       | 2016 |
| ---- | ---------- | ---- |
| 111  | 阿富汗     | 34.8 |
| 110  | 东帝汶     | 34.3 |
| 109  | 尼日尔     | 33.7 |
| 108  | 巴基斯坦   | 33.4 |
| 107  | 衣索比亞   | 33.4 |
| 106  | 安哥拉     | 32.8 |
| 105  |            | 32.7 |
| 104  | 莫桑比克   | 31.7 |
| 103  | 纳米比亚   | 31.4 |
| 102  | 布吉納法索 | 31   |
| 101  | 利比里亚   | 30.7 |
| 100  |            | 30   |
| 99   | 辛巴威     | 28.8 |
| 98   |            | 28.6 |
| 97   | 印度       | 28.5 |
| 96   | 坦桑尼亚   | 28.4 |
| 95   | 几内亚     | 28.1 |
| 94   |            | 28.1 |
| 93   |            | 28.1 |
| 92   |            | 27.4 |
| 91   | 卢旺达     | 27.4 |
| 90   |            | 27.1 |
| 89   | 马拉维     | 26.9 |
| 88   | 刚果共和国 | 26.6 |
| 87   | 乌干达     | 26.4 |
| 86   |            | 25.7 |
| 85   | 斯里蘭卡   | 25.5 |
| 84   | 奈及利亞   | 25.5 |
| 83   |            | 24.2 |
| 82   |            | 23.2 |
| 81   |            | 23   |
| 80   | 喀麦隆     | 22.9 |
| 79   | 賴索托     | 22.7 |
| 78   | 多哥       | 22.4 |
| 77   | 毛里塔尼亚 | 22.1 |
| 76   | 伊拉克     | 22   |
| 75   | 緬甸       | 22   |
| 74   | 印度尼西亞 | 21.9 |
| 73   |            | 21.9 |
| 72   | 尼泊尔     | 21.9 |
| 71   | 柬埔寨     | 21.7 |
| 70   |            | 20.9 |
| 69   |            | 20.7 |

由于缺乏数据，巴林、不丹、布隆迪、科摩罗、刚果民主共和国、厄立特里亚、利比亚、巴布亚新几内亚、卡塔尔、索马里、南苏丹、苏丹和阿拉伯叙利亚共和国的2016年GHI得分无法计算[GHI2016 1] 。

## 全球及区域趋势
2009年GHI報告顯示了自1990年以來在全球、區域和國家層面之飢餓狀況的發展。從全球來看，GHI下跌了近四分之一，由20分下降到15.2分。虽然表现出积极的趨勢，全球對抗飢餓的進程依然停滯不前，沒有達到足夠快速的目標。全球的平均數掩蓋了各地區和國家的巨大差異。29個國家的飢餓狀況仍然在令人震驚（20-29.9）或極其令人擔憂（≥30）的水準。與1990年相比，撒哈拉以南非洲地區的2009年GHI下降了13％，其中約25％在南亞，32％在近東和北非。東南亞和拉丁美洲的進展尤其巨大，GHI下降超過40％。
撒哈拉以南非洲和南亞有著最高的區域GHI得分（22.1和23.0），但兩個地區的糧食安全問題是源於不同的原因：在南亞，主要問題是婦女的低營養和教育水平，造成體重不足的五歲以下兒童高患病率。與此相反，撒哈拉以南非洲地區的高GHI是由於兒童的高死亡率和很大比例的人無法滿足熱量需求。

### 饥荒与冲突间的关系
报告中显示，地区间冲突、不稳定的政治局势和经济崩溃导致了撒哈拉沙漠以南的部分非洲国家和朝鲜地区的饥荒加重。

### 饥饿与性别不平等的关系
GHI于2009经对比后得出了在世界经济论坛中展示的2008年全球性别差距指数的各自的排名。该数据显示，饥饿与性别不平等（尤其是在受教育程度和医疗卫生水品上的不平等）常同时发生。

## 進階閱讀
- Von Braun, J. (2000): Wie die Welternährung im 21. Jahrhundert sichern? In: Jahrbuch Welternährung: Daten, Trends, Perspektiven. Fischer Taschenbuchverlag, S.34–37.
- Schmidt, Emily / Dorosh, Paul (Oktober 2009): A Sub-National Index for Ethiopia: Assessing Progress in Region-Level Outcomes（页面存档备份，存于）. International Food Policy Research Institute (IFPRI) and Ethiopian Development Research Institute (EDRI): ESSP-II Discussion Paper 5. (Accessed on December 11, 2009)
- Menon, Purnima / Deolalikar, Anil / Bhaskar, Anjor: India State Hunger Index (2009): Comparison of Hunger Across States（页面存档备份，存于）. (Accessed on December 11, 2009)
- Wiesmann, Doris / von Braun, Joachim / Feldbrügge, T. (2000): An International Nutrition Index: successes, failures in addressing hunger and malnutrition（页面存档备份，存于）. Center for Development Research (ZEF) Discussion Paper on Development Policy No. 26 (PDF, 397 KB - Accessed on December 11, 2009)
- Wiesmann, Doris (2004): An international nutrition index: concept and analyses of food insecurity and undernutrition at country levels. Development Economics and Policy Series 39. Peter Lang Verlag.

## 外部連結
- 2009 Global Hunger Index: The Challenge of Hunger: Focus on Financial Crisis and Gender Inequality（页面存档备份，存于）
- Hunger Issue Page, Welthungerhilfe
- Concern Worldwide